# Torsten Lenk
Torsten Rickard Lenk, född 29 augusti 1890 i Varnums församling, Värmlands län, död 13 december 1957 i Oscars församling, Stockholms län, var en svensk museichef. 
Efter mogenhetsexamen i Karlstad 1909 blev Lenk filosofie kandidat vid Uppsala universitet 1915, filosofie magister där 1918, filosofie licentiat vid Stockholms högskola 1934 och filosofie doktor där 1939. Han tjänstgjorde vid Nordiska museet från 1918, var amanuens vid Livrustkammaren 1924–44 och chef där från 1944. Han var styrelseledamot i föreningen Pietas 1932 och museal rådgivare i Sjöhistoriska museet 1935–38. 
Lenk författade Vapen och dräkter på svenska gravstenar från äldre Vasatiden (1926), Flintlåset, dess uppkomst och utveckling (1939), en vägledning för besök i Livrustkammaren samt ett 50-tal artiklar i vapenhistoriska, konst- och kulturhistoriska ämnen i facktidskrifter.